# 群馬県道334号小平塩原線
群馬県道334号小平塩原線（ぐんまけんどう 334ごう おだいらしおばらせん）は、群馬県みどり市大間々町小平から同市大間々町塩原に至る県道である。

## 路線データ
- 起点：みどり市大間々町小平2288番[注釈 1]
- 終点：みどり市大間々町塩原1番（群馬県道257号根利八木原大間々線交点）[注釈 2]

## 歴史
- 1959年（昭和34年）9月18日：群馬県より現・道路法に基づき、県道小平塩原線（山田郡大間々町大字小平 - 同郡同村大字塩原、整理番号143）が路線認定される[1]。

## 地理

### 通過する自治体
- 群馬県
  - みどり市

### 交差する道路
- 群馬県道257号根利八木原大間々線 - みどり市大間々町塩原（終点）